# 9002 Gabrynowicz
9002 Gabrynowicz este o planetă minoră (asteroid), cu un diametru de 5,369 km, din centura de asteroizi. A fost descoperită pe 23 august 1981 la Observatorul La Silla de Henri Debehogne. 
Obiectul prezintă o orbită caracterizată de o semiaxă mare de 2,6295602 UAi, o excentricitate de 0,12, o înclinație de 9,15628 ° în raport cu ecliptica.